# Paso fronterizo de Helmstedt-Marienborn

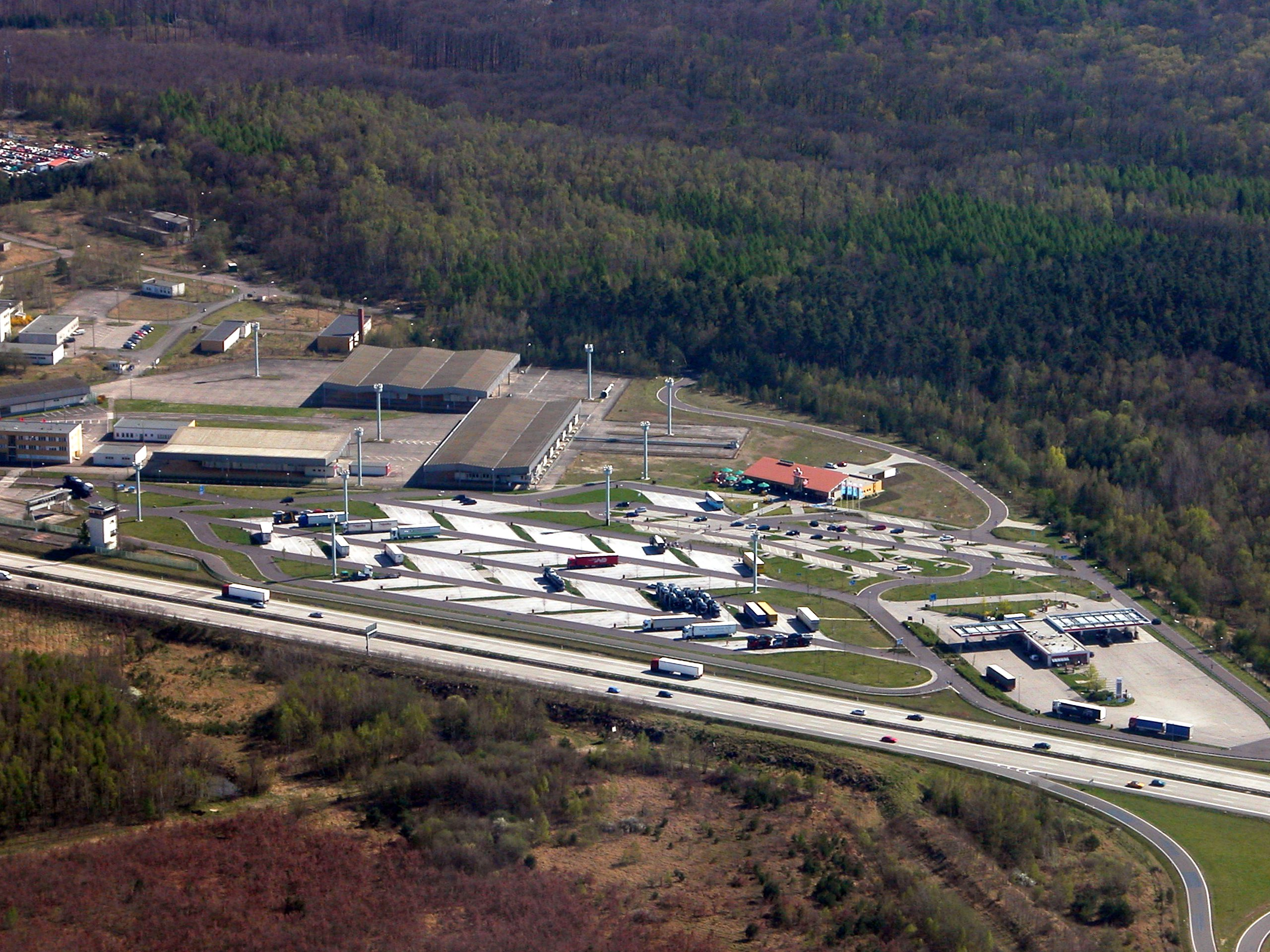
Vista aérea del puesto de control de Marienborn (RDA) en 2007

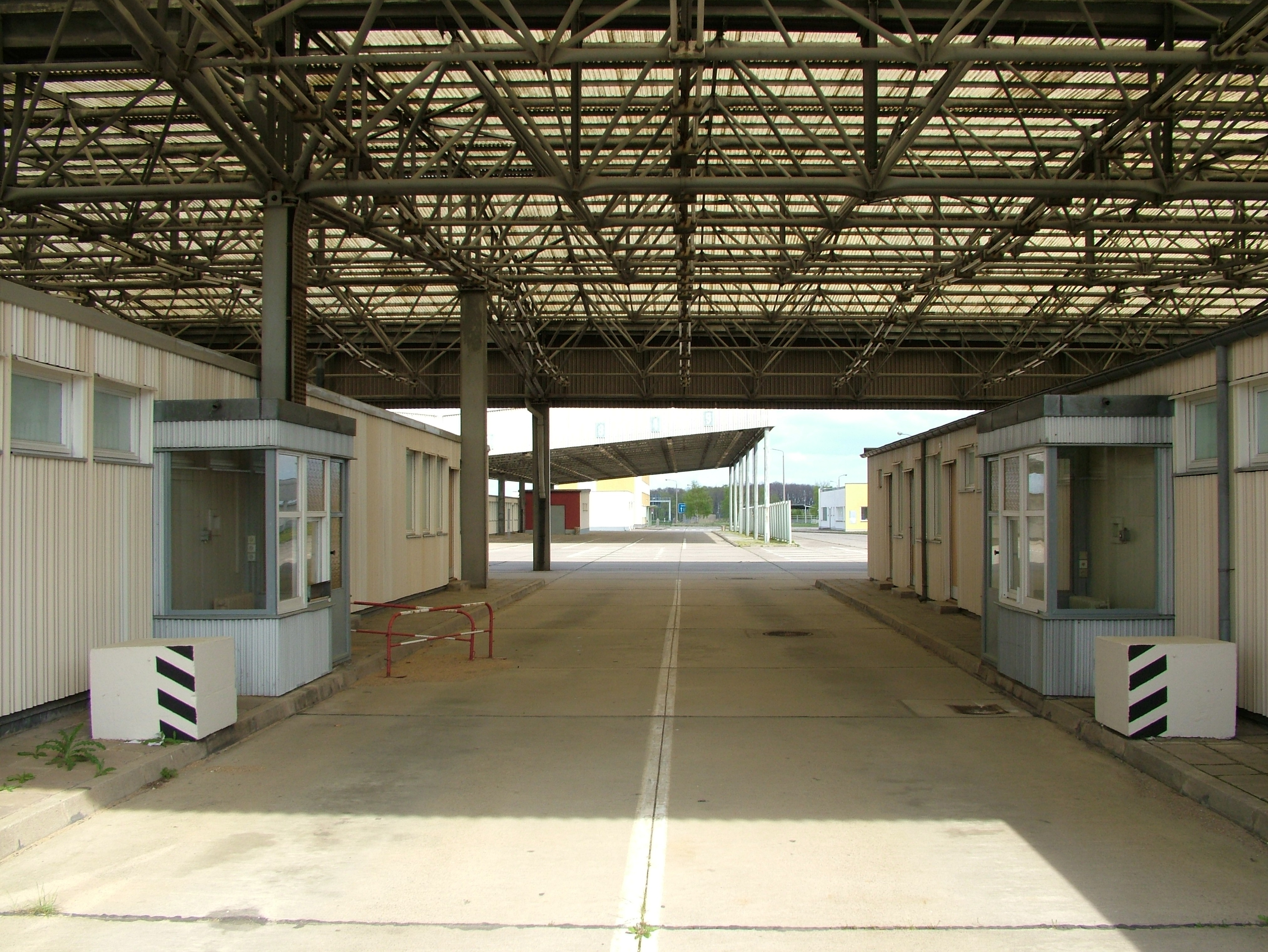
Antiguo puesto fronterizo y cabinas de verificación de pasaportes.

El paso fronterizo de Helmstedt-Marienborn (en alemán Grenzübergang Helmstedt-Marienborn), llamado Grenzübergangsstelle Marienborn (GÜSt) (paso fronterizo de Marienborn) por la República Democrática Alemana (RDA), fue el paso fronterizo más grande e importante de la frontera interalemana durante la división de Alemania.
Por su ubicación geográfica, que permite la ruta terrestre más corta entre Alemania del Oeste y Berlín Oeste, la mayor parte del tránsito desde y hacia Berlín Occidental utilizaba el cruce Helmstedt-Marienborn. La mayoría de las rutas de viaje de Alemania Occidental a Alemania del Este y Polonia también se realizaban desde allí. El paso fronterizo existió entre los años 1945 y 1990 y se ubicaba cerca del pueblo germano-oriental de Marienborn, en el límite del bosque de Lappwald. El cruce interrumpió la Bundesautobahn 2 entre los enlaces de Helmstedt-Ost y Ostingersleben.

## Películas
- Halt! Hier Grenze - Auf den Spuren der innerdeutschen Grenze, Documental, Alemania 2005